# Государственный переворот в Сьерра-Леоне (1992)
С 1968 года Сьерра-Леоне управлялась Всенародным конгрессом, который после конституционного референдума 1978 года стал единственной законной партией.
В марте 1991 года страна погрузилась в гражданскую войну. Против властей выступила группировка «Объединённый революционный фронт» под командованием Фодея Санко. Правительственные части испытывали проблемы со снабжением и пропитанием. Некоторые военные жаловались на задержку зарплаты. Капитан Валентин Страссер, будущий лидер заговорщиков, воочию видел в каком состоянии пребывала армии. Более того, у офицера была личная обида на командование, которое однажды отказалась вывозить раненного его в тыл.
29 апреля 1992 года Страссер и другие младшие офицеры организовали государственный переворот. Вооружённая колонна заговорщиков ворвалась во Фритаун, столицу страны, и захватили Государственный дом, где располагался офис президента Джозефа Сайду Момо. Сторонники действующего режима ненадолго отбили здание, но позже оно сново попал в руки мятежников. Вскоре заговорщики нашли Момо и отправили в изгнание на вертолёте в Гвинею.
Новое руководство запретило все политические партии и сформировало Национальный временный правящий совет. Парламент был распущен.
Джозефа Опала, американского историка, который провёл большую часть своей взрослой жизни в Сьерра-Леоне, сторонники Страссера отправили к американскому послу, чтобы узнать, признает ли правительство США новые правительство. Посол Джонни Янг заявил, что хотя обычно американцы не признавали режимы, которые пришли к власти насильственным путём, но в этом случае будет сделано исключение из-за отчаянного положения страны, а также потому, что Момо не был избран демократическим путём.